# Dio Kobayashi

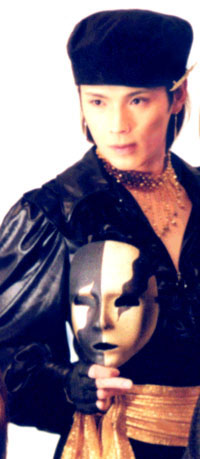
WEP JAPAN

Dio（ディオ、海外名 Dio Kobayashi、1972年8月28日 - ）は、石川県羽咋郡志賀町出身の日本のサーカスプレーヤー。ウェップジャパン所属。身長172cm、体重68kg。血液型はA型。サーカスを中心に映画、テレビドラマ、舞台、テレビコマーシャルと幅広く活躍している。
Dio はデビュー時のキャラクター名が定着した呼び名。海外ではDio.Kobayashiの名で活動。本名は小林 睦史（コバヤシ アツシ）。この他にも、ピエロジョーカー、乙羽起之介(オトワキノスケ)、Kinosukeなどのキャラクター名でも活動。Ramuは長女（元妻との実子）。元妻はモデルのYu-Ko。

## 略歴
- 石川県立羽咋工業高等学校出身。
- 卒業後、1991年上京。テレビ番組制作会社に就職するも、1年で退社。同年、友人の経営するイベント会社を手伝っている時に鞭を使うアメリカ人のパフォーマーBenと出会いパフォーマンスを学ぶ。鞭パフォーマーとしてデビューするが日本ではなじみの無い鞭という事もあって日の目を見なかったことから、芸幅を広げるためサーカスパフォーマンスを取り入れる。
- 1993年、東京で開催されたモーターショーで安全ネットなしでの空中ブランコを行ったことが話題となる。
- 1995年7月、業務上過失罪で任意で事情聴取。結果不起訴。客の1人に煙草をくわえさせ、目隠しをしそれをムチで叩き落とすパフォーマンスを繰り広げていた。そのさなか、ムチを撮る手元が微妙に狂い、客の鼻を切ってしまった。幸い大事には至らず、客もまた快く許してくれたことにより不起訴となる。この失敗はDioの心に深い傷痕を残し業界にも鞭の危険性をイメージつけるものとなった。この時を境に、ムチの名手が肝心のムチを使えなくなってしまう。これを機に次第に国内のメディアやイベントなどの出演は減少。
- 1997年、ムチ・パフォーマンスが海外イベンターの目に止まり、世界の精鋭が集まる「インターナショナル・トップ・エンターテイナー・ツアー」の日本代表に推挙されアメリカで開かれた世界大会の大舞台に立つ。上記事故より二年ぶりの鞭のパフォーマンスでのメディア復帰となる。
- 1999年、アメリカのコロンビア大学に入学し渡米。ディズニーワールドのアトラクションショーやラスベガスサーカスショーに参加。
- 2000年、サンフランシスコのサーカススクールに日本人として初めて入学を果たし、台湾の哈哈雑技団、カナダのシルクドソレイユ社の作品、ロシアのマーシリコ（サーカス団）に参加。
- 2001年元X JAPANボーカルTOSHIとの異色のセッションでチャリティーツアー『Wa』に参加。日本のアパレルブランドのファッションショーにモデルとして起用される。
- 2002年、スペシャルアドバイザーとしてアニメ「カレイドスター」の制作に参加。『美少女戦士セーラームーン』、『おジャ魔女どれみ』などを手がけた佐藤順一が海外のサーカスで活躍していたDioに手紙を書きサーカスアニメの構想を話したところ、その熱意から制作への参加を承諾しテレビアニメ化が実現した。またこの作品で初めてアニメ制作のスペシャルアドバイザーを担当している（ただしDio本人は「自分はアドバイザーというよりも『イントロデューサー（紹介者）』である」と述べている）。本作品にはサーカスプレーヤーDioの姿がそのままアニメキャラクターとしても登場。
- 2003年にモデルのYu-koと結婚し同年、長女Ramuの誕生と共にサーカスプレーヤーの活動を休止。
- 2004年、『オペレッタ狸御殿（鈴木清順監督）』映画初出演。翌年には日本のメジャーミュージシャングループケツメイシのシングルアルバム『涙』のジャケット制作に携わるなどマルチぶりを発揮する。2年間の結婚生活の末2005年の12月に離婚。時を同じくして休止していたサーカスプレーヤーを再開する。再開後はKinosuke Otowaを名乗り、娘(Ramu)と共にステージに立つ。
- 2007年リクルートエージェントの広告でサラリーマン姿で空中ブランコに挑戦し2年間に渡り広告が使用される。
- 2008年、『僕の彼女はサイボーグ（クァク・ジェヨン監督）』ではリアルな迫力を求める監督の要望でパフォーマンス指導を担当し、俳優田口浩正にファイヤーパフォーマンスを指導。
- 2008年、日本発となる鞭の協会日本鞭競技協会（日本スポーツウィップ協会）の設立メンバーに加わる。代表に就任。今までの経験を生かし海外団体との交流の架け橋役を勤める。
- 2008年彼のこれまでの海外での功績が認められEuropean Circus Associationのメンバーとなる。サーカスを持たないフリーランスのパフォーマーとしては日本人初となり、海外でも数少ない中の1人。
- 2010年新鋭サーカスパフォーマーの登竜門として有名なサーカスの国際コンテストYOUNG STAGE（スイス）にバックステージマネージャーとして参加。

## 海外における評価
- 1997年インターナショナル・トップ・エンターテイナー・ツアー」の日本代表に推挙されアメリカで開かれた世界大会の大舞台に立つ。
- 2000年、サンフランシスコのサーカススクールに日本人として初めて入学を果たした。多種ジャンルのパフォーマンスを幅広くこなすDioは、サーカスのピンチヒッター要員として台湾の哈哈雑技団、カナダのシルクドソレイユ社の作品、ロシアのマーシリコ（サーカス団）などメジャーな団体からの誘いも多く多数参加。当初通訳を要していた英会話に関しても猛勉強が功を奏し現在では殆どの会話を自らこなしている（海外での活躍や大学での英語学習の様子は「BIG tomorrow9月号特集」に掲載中）。Kinosukeとして演じられる和装のパフォーマンスは忍者や芸者のイメージがとても強かったアメリカ人にとって新鮮かつ馴染みやすいものであったことから、演出を加えられることなくそのままのスタイルでサーカスやテレビ番組などのステージに取り入れられている。2000年当時、米国における知名度が最も高い日本人サーカスプレーヤーの一人であった。また日本人初のエンターテイメントサーカスプレーヤーと言える。「子供たちの夢と笑顔をいつまでも」をテーマにボランティア活動に積極的に取り組む。ボランティア団体「ピエロファクトリー」を設立しタイの孤児施設、アメリカの小学校、日本国内の幼稚園、保育所などを訪問しサーカスパフォーマンスの上演や施設イベントへの協力を行う。
- 2008年2月中頃から3月初旬かけてオーストラリアのメルボルンとイタリアのローマでサーカス学校の生徒を対象に『サーカスにおけるステージ心理学』というテーマで講義を行う。
- 2008年彼のこれまでの海外での功績が認められEuropean Circus Associationのメンバーとなる。日本人では木下サーカスに続く歴代2人目で、サーカスを持たないフリーランスのパフォーマーとしては日本人初となり、海外でも数少ない中の1人。
- 2010年新鋭サーカスパフォーマーの登竜門として有名なサーカスの国際コンテストYOUNG STAGE（スイス）にバックステージマネージャーとして参加。

## 人物
- 趣味のアートは日本画や陶芸など多岐にわたっており、彼の描く絵画は主に子供の描く夢の世界をテーマにしたものが多く、人気が高くオリジナル作品は市場に登場すると同時に完売となる。絵画展などの受賞も多く、日本画は1997年第29回新院展日本画部門入選、1997年第21回日創展日本画部門入選、1998年第22回日創展日本画部門入選している。自らのステージ衣装のデザインも手掛ける。
- ミュージシャン、画家、マンガ家、脚本家、ゴルファーなど彼を支持する者も多くデザインの依頼、ファッションショーへの誘いも多い（雑誌 MODANS 21世紀の光 インタビューより）。
- 旅先などで大道芸を行う。

## 主な出演作品と受賞

### パフォーマンス
- ディズニーワールド　アトラクションショー参加 2000年
- ラスベガスサーカスショー参加 2000年
- 台湾 哈哈雑技団参加 2000年
- ロシアンサーカス参加 2000年
- 元X JAPANボーカルTOSHIとの異色のセッションでチャリティーツアー『Wa』参加 2001年
- 金沢市市民芸術村曲芸スクール　主任講師 1998年
- アマチュア大道芸コンテスト　審査員 1998年
- ボランティア団体 ピエロファクトリー設立
- 北国あすなろ善行賞受賞 1997年
- インターナショナル・トップ・エンターティーナー・ツアー97日本代表 1997年

※世界の各国から一人優秀なパフォーマーが選出され組織されるワールドパフォーマンスツアー
- バルーン コンテスト　優秀賞 1995年
- ジャパン バルーン コンテスト　審査員特別賞 1996年

ほか

### 絵画
- 1997年 第29回新院展日本画部門入選
- 1997年 第21回日創展日本画部門入選
- 1998年 第22回日創展日本画部門入選

ほか

### イベント
- ガリバー大国
- 鈴鹿サーキット
- 大型PR館　北陸電力アリス館志賀
- デザイナーズブランド・ファッションショー
- 日航ホテル ディナーショー
- 全日空ホテル パーティー
- クルージングディナーショー
- 幕張モーターショー
- 福岡ドーム
- ビール「19998ブロイ発売キャンペーン」（1998年9月〜）
- バヤリースオレンジサマーキャンペーン」
- 「NOKI」（1998年4月〜）
- 「JRA　サマーキャンペーン」（1998年7月〜）

ほか

### 出版
- サーカスの教科書
- 道でつながる海外の旅

### 映画
- オペレッタ狸御殿(2004年　鈴木清順）

### その他
- 北陸電力アリス館　クリスマスディスプレイデザイン
- ケツメイシCD『涙』ジャケットキャスティングコーディネート
- スペシャルアドバイザーとしてアニメ『カレイドスター』の制作に参加
- リクルートエージェントCM.広告「空中ブランコ」に出演

ほか　